# Système éducatif aux Maldives
Le système éducatif maldivien a évolué d'un système traditionnel appelé edhurge vers un modèle occidental depuis les années 1980 à 1990. La première université a ouvert en janvier 2011.

## Histoire
Dans le système traditionnel, les enfants âgés de 3 ans ou plus étaient éduqués dans des écoles traditionnelles appelées edhurge, qui occupaient de simples grandes salles ou bien étaient situées à l'abri d'un arbre. Les enfants étudiaient de l'arithmétique simple, le maldivien et un peu d'arabe. Ils pratiquaient aussi la récitation du Coran. Ces écoles privées n'existent plus, les écoles de type occidental les ayant remplacées dans les années 1980 à 1990.
La première école de type occidental dans les Maldives est l'école Majeediyya, un établissement d'enseignement secondaire établi en 1927. L'école était mixte au départ mais une seconde école pour filles, l'école Aminiyya, fut créée en 1944. Les deux écoles sont désormais mixtes depuis 2010.
D'après une étude réalisée par des conseillers pédagogiques de l'UNESCO, le gouvernement des Maldives a commencé la mise en œuvre d'un projet de développement éducatif le 6 octobre 1976. Il était constitué d'un programme complet comprenant :
- l'élargissement de l'enseignement primaire ;
- la formation de professeurs ;
- le développement des programmes scolaires ;
- des émissions de radio éducatives ;
- un programme d'éducation communautaire pour instruire les adultes ;
- le développement et l'impression de manuels scolaires.

La première école ouverte au cours de ce projet fut celle d'Eydhafushi sur l'atoll Baa en mars 1978, suivi par une autre école à Kulhudhuffushi sur l'atoll Haa Dhaalu en mars 1979. La construction d'écoles s'est poursuivie sur tous les atolls et a été complétée plus tard par un projet japonais de construction d'écoles primaires. Le développement des programmes a commencé en 1976, tandis que la formation des professeurs a commencé en 1977. Simultanément, d'autres programmes ont été lancés et se sont poursuivis durant les années 1970 et jusqu'au milieu des 1980 lorsque le premier plan directeur décennal pour l'éducation de 1986 à 1995 commença à être mis en place. Le second plan directeur fut appliqué de 1996 à 2005. Ils constituèrent les bases du développement éducatif des Maldives, entamés par le président Ibrahim Nasir et prolongés par le président Maumoon Abdul Gayoom.
En 2002, le Bureau du président a déclaré que l'universalité de l'enseignement primaire avait presque été atteint et que le taux d'alphabétisation s'était amélioré, passant de 70 % en 1978 à 98,82 %. En 2005, il y avait 106 220 élèves dans les écoles soit 40 % de la population totale.

## Enseignement supérieur
La Loi nationale sur l'université a été adoptée en janvier 2011 pour créer la première université des Maldives. Les établissements d'enseignement supérieur aux Maldives sont :
- l'université nationale des Maldives, qui était précédemment appelée collège d'enseignement supérieur des Maldives (Maldives College of Higher Education). Il constituait 95 % des options pour l'enseignement supérieur aux Maldives[2] ;
- le collège Cyryx[3] ;
- le collège Mandhu, qui propose un accès à l'enseignement supérieur pour les étudiants qui ont abandonné l'école durant l'enseignement secondaire[4] ;
- le collège Villa, qui propose des diplômes en informatique depuis 2007[5] ;
- le collège MAPS[6] ;
- le collège Avid[7] ;
- l'école de commerce des Maldives.